# Eenholma
Eenholma med Hallukari är en ö i Finland. Den ligger i Bottenhavet och i kommunen Björneborg i den ekonomiska regionen  Björneborgs ekonomiska region i landskapet Satakunta, i den sydvästra delen av landet. Ön ligger omkring 28 kilometer nordväst om Björneborg och omkring 250 kilometer nordväst om Helsingfors.
Öns area är 4,1 hektar och dess största längd är 350 meter i öst-västlig riktning.

## Delöar och uddar
- Eenholma 61°42′19″N 21°30′25″Ö / 61.70534°N 21.50681°Ö
- Hallukari 61°42′15″N 21°30′28″Ö / 61.70408°N 21.50787°Ö